# Xoán Fórneas
Xoán Fórneas, né le 17 décembre 1993 à Lugo, en Galice, est un acteur, musicien et producteur espagnol. 

## Biographie
De 2011 a 2015, il entreprend une formation en interprétation dramatique en la RESAD. En 2012, il rejoint l'équipe de Nacha Guevara.
Il est reconnu au niveau international pour son rôle de dans la série Respira du cinéaste Carlos Montero Castiñeira.